# L'Empreinte de Frankenstein
Série
La Revanche de Frankenstein
(1958) Frankenstein créa la femme
(1967)
Pour plus de détails, voir Fiche technique et Distribution.
L'Empreinte de Frankenstein (The Evil of Frankenstein) est un film britannique réalisé par Freddie Francis, sorti en 1964.

## Synopsis
C'est dans un laboratoire de campagne que le Baron Frankenstein (Peter Cushing), aidé par son assistant Hans (Sandor Eles), continue ses expériences, commencées et interrompues il y a quelques années. Tout se gâte lorsque le prêtre de l'endroit constate le vol d'un cadavre qui était exposé pour une veillée funèbre dans une cabane de paysan. Il investit le laboratoire où les savants sont en train de ranimer le cœur du cadavre. Constatant le travail du diable, il commence à détruire tout ce qui lui tombe sous la main. Frankenstein et Hans ne peuvent que s'enfuir. Ils se réfugient à Karlstadt, château familial du Baron et lieu où ont débuté ses premières expériences.
Après avoir traversé le village, où a lieu une fête champêtre, ils arrivent au château qui est à peu près en ruine. Frankenstein voudrait vendre une partie de ses biens afin de racheter du matériel de laboratoire et ainsi reprendre ses expériences. Il se remémore alors comment il avait dû fuir sa demeure après avoir donné vie à une créature qui s'était enfuie, puis avait commencé à dévorer les moutons des pâturages voisins. La police avait abattu le monstre et contraint le Baron à l'exil.
Frankenstein et Hans retournent au village où ils décident de prendre un repas à l'auberge. Attablés près d'eux, il y a le bourgmestre (David Hutcheson), sa femme et le chef de police (Duncan Lamont). Le Baron aperçoit une bague lui ayant appartenu au doigt du bourgmestre et l'accuse ouvertement de vol. Reconnu, il doit aussitôt s'enfuir, toujours accompagné de Hans. Ils se cachent sous la tente de Zoltan (Peter Woodthorpe), un hypnotiseur en train de donner une représentation. Furieux de n'avoir pas retrouvé les fuyards, le chef de police oblige Zoltan à obtenir un permis s'il veut continuer ses représentations.
Pendant ce temps, Frankenstein et Hans se réfugient dans la montagne où ils retrouvent une jeune mendiante (Katy Wild) avec laquelle ils avaient fait connaissance à leur entrée dans le village. Celle-ci les emmènent dans une grotte où ils découvrent la créature (Kiwi Kingston) enfermée dans un bloc de glace. Les deux hommes font fondre la glace et ramènent la créature au château. Frankenstein tente de la ramener à la vie. Il y réussit, mais le monstre demeure dans un état végétatif. Le Baron décide de faire appel à Zoltan. Il le trouve au village et le persuade de venir au château afin que, grâce à son don, il puisse sortir la  créature de son coma.
Zoltan, en voyant la créature, a un premier mouvement de panique mais, devant l'encouragement du Baron, il hypnotise la créature et parvient à la réveiller. Il y a cependant un hic car celle-ci n'obéit qu'au forain. Frankenstein décide de le garder au château pendant quelque temps.
Mais Zoltan a une influence pernicieuse sur le monstre. À l'insu du Baron, il lui ordonne d'aller chercher de l'or au village. Lorsqu'il voit la créature revenir avec son butin, il l'incite à punir le chef de la police, ainsi que le bourgmestre. Le monstre s'introduit chez le bourgmestre et l'assassine sous les yeux de sa femme. Puis il pénètre dans le poste de police où il égorge un policier qui avait revêtu l'uniforme de son supérieur. De retour au château, le monstre montre ses mains ensanglantées à Zoltan, qui s'aperçoit qu'il a assassiné ses victimes. L'hypnotiseur essaie de s'enfuir avec le butin volé, mais Frankenstein s'en aperçoit et le chasse du château après l'avoir giflé.
Zoltan, qui veut se venger, retourne secrètement au château et ordonne au monstre de s'évader. Celui-ci s'attaque à Frankenstein avant de tuer Zoltan et de s'enfuir. Sur ces entrefaites, la police arrive sur les lieux et Frankenstein est arrêté. De son côté, Hans parvient à s'enfuir avec la mendiante. Celle-ci le ramène à la grotte où ils découvrent le monstre qui s'y est réfugié. Hans parvient à les convaincre de retourner au château.
Tout à coup, le monstre est pris de violents maux de tête. Pour le soulager, la mendiante lui donne une bouteille de vin. La créature la boit avant de consommer d'autres bouteilles. Devenu ivre et folle, elle commence à saccager tout le laboratoire.
Pendant ce temps, Frankenstein a réussi à s'évader en chloroformant le geôlier. Il arrive au château au moment où la créature est en train de tout dévaster. Il ordonne à Hans et à la mendiante de sortir de la bâtisse et tente d'arrêter le monstre qui a mis le feu au laboratoire. Une explosion survient. Frankenstein et sa créature meurent dans les flammes.

## Fiche technique
- Titre original The Evil of Frankenstein
- Titre francophone : L'empreinte de Frankenstein
- Réalisateur : Freddie Francis
- Scénario : John Elder
- Décors : Don Mingaye
- Photographie : John Wilcox
- Montage : James Needs
- Musique : Don Banks
- Son : Ken Rawkins
- Effets spéciaux : Les Bowie
- Production : Anthony Hinds
- Langue : anglais
- Durée : 84 minutes
- Date de sortie : 31 mai 1964  Royaume-Uni
- Affiche : Guy-Gérard Noël (France)

## Distribution
- Peter Cushing  (VF : René Arrieu) : Baron Frankenstein
- Kiwi Kingston : le monstre
- Sandor Eles (VF : Philippe Mareuil) : Hans
- Peter Woodthorpe (VF : Claude Bertrand) : Zoltan, l'hypnotiseur
- Duncan Lamont (VF : Pierre Leproux) : le chef de police
- Katy Wild : la mendiante
- David Hutcheson (VF : René Bériard) : le bourgmestre
- James Maxwell (VF : Jean-Marie Lourdel) : le prêtre
- Howard Cooney (VF : Jean Berton) : l'ivrogne
- Caron Gardner : la femme du bourgmestre

## Autour du film
- C'est Terence Fisher qui devait réaliser le film, mais il dut se désister à cause d'un accident de voiture. C'est son assistant Freddie Francis qui prit sa place.
- Lorsque le film fut télédiffusé à la télévision, en 1968, certaines scènes jugées trop intenses ont dû être retirées. Elles ont été remplacées par d'autres avec un réalisateur différent et d'autres acteurs secondaires.
- C'est le troisième film de Frankenstein produit par la Hammer après Frankenstein s'est échappé et La revanche de Frankenstein.
- Étant distribués par Universal Pictures, la Hammer avait droit de puiser dans les scénarios des films de Frankenstein des années 1930, contrairement à ceux qu'elle avait produits précédemment. Le monstre ressemble d'ailleurs à celui interprété par Boris Karloff.
- Il fallut faire 200 croquis avant que la Hammer ne soit satisfaite de l'apparence qu'il fallait donner au monstre.
- Le film n'entretient aucun rapport diégétique avec les deux films précédents réalisés par Terence Fisher. Le scénario, la caractérisation du personnage et l'aspect visuel donnent une tout autre direction aux aventures de Frankenstein.
- Malgré cette différence marquée, et en dépit d'une qualité générale inférieure aux films de Fisher, le film fonctionnera bien en France, avec 694 778 entrées en fin d'exploitation.
- Kiwi Kingston, qui joue également dans le film Hysteria, était un catcheur. Il semble que, par la suite, il soit devenu videur dans un bar de Hambourg.

## Cycle Frankenstein de la Hammer
1. 1957 : Frankenstein s'est échappé (The Curse of Frankenstein), de Terence Fisher
2. 1958 : La Revanche de Frankenstein (The Revenge of Frankenstein), de Terence Fisher
3. 1964 : L'Empreinte de Frankenstein (The Evil of Frankenstein), de Freddie Francis
4. 1967 : Frankenstein créa la femme (Frankenstein Created Woman), de Terence Fisher
5. 1969 : Le Retour de Frankenstein (Frankenstein Must Be Destroyed), de Terence Fisher
6. 1970 : Les Horreurs de Frankenstein (The Horror of Frankenstein), de Jimmy Sangster
7. 1974 : Frankenstein et le monstre de l'enfer (Frankenstein and the Monster from Hell), de Terence Fisher